# クアンティコ駅
クアンティコ駅（英語：Quantico Station）はアメリカ合衆国バージニア州プリンスウィリアム郡 ラファイエット・ブールバード200にある駅。 全米各地を結ぶ旅客鉄道のアムトラックおよびワシントンとバージニア州内の近郊輸送を担うバージニア急行鉄道(VRE)フレデリックスバーグ線が乗り入れている。

## 概要
アムトラックも停車する1950年代のレンガ造のクアンティコ駅だが、アムトラックの乗客だけではなく通勤鉄道のバージニア急行鉄道（VRE）の乗客が主に使用する。2005年4月にVREによって建物は改修された。屋根を交換し、外装レンガのファサードや新しい配管や電気配線も同様に修復された。

## 利用可能な鉄道路線／列車
アムトラックの停車する列車は下記の通り。
ニューヨークとシャーロット間の昼行長距離列車カロリニアン号 …1日1往復停車
ニューヨークとノーフォーク間の昼行長距離列車ノースイースト・リージョナル…1日1往復停車
ボストンとニューポートニューズ間の昼行長距離列車ノースイースト・リージョナル…1日2往復停車
ボストンとリッチモンド間の昼行長距離列車ノースイースト・リージョナル…1日2往復停車
バージニア急行鉄道(VRE)の停車する列車は下記の通り。
ワシントンとスポットシルベニア間のフレデリックスバーグ線…1日8往復停車

## 駅周辺
アメリカ海兵隊クアンティコ基地